# Agder
Agder és un comtat (fylke) i una regió tradicional al sud de Noruega. El comtat es va establir l'1 de gener de 2020, quan es van fusionar els antics comtats de Vest-Agder i Aust-Agder. Des de principis de 1900, el terme Sørlandet ("país del sud, terra del sud") s'ha utilitzat habitualment per a aquesta regió, de vegades amb la inclusió del comtat veí de Rogaland. Anteriorment la zona es considerava part de l'oest de Noruega.
La zona era un petit regne medieval, i després de la unificació de Noruega es va conèixer com Egdafylki i més tard Agdesiden, un comtat dins del regne de Noruega. El nom Agder no es va utilitzar després de 1662, quan la zona es va dividir en unitats governamentals més petites anomenades Nedenæs, Råbyggelaget, Lister i Mandal. El nom va ressuscitar el 1919 quan dos comtats de Noruega que corresponien aproximadament a l'antic comtat d'Agdesiden van ser rebatejats com Aust-Agder (Agder oriental) i Vest-Agder (Agder occidental). Fins i tot abans que els dos comtats s'unissin el 2020, van cooperar de moltes maneres; la Universitat d'Agder tenia emplaçaments tant a Aust-Agder com a Vest-Agder, igual que moltes altres institucions, com la Diòcesi d'Agder og Telemark, el Tribunal d'Apel·lació d'Agder i el Districte de Policia d'Agder.